# Susanne Rüegger
Susanne Rüegger (* 28. August 1984) ist eine Schweizer Sportlerin aus Cham im Kanton Zug. Ihre Disziplin ist Langstreckenlauf.

## Leben
Susanne Rüegger studierte Bewegungswissenschaften an der ETH Zürich.
Ihren grössten Erfolg feierte sie 2016 als Schweizermeisterin im Marathon in Luzern. Infolge einer Oberschenkelverletzung musste sie 2018 auf die Teilnahme am Marathon an den Europameisterschaften in Berlin verzichten. Rüegger ist Geschäftsführerin der Aquafit Cham GmbH. Sie lebt in Cham.

## Auszeichnungen
- 2011: 1. Rang (Gold) Schweizermeisterschaft 10‘000m Bahn
- 2016: 1. Rang (Gold) Schweizermeisterschaft Marathon, Luzern mit PB (2:40:23)
- 2017: 3. Rang (Bronze) Schweizermeisterschaft Halbmarathon, Uster